# Xinglonggang
Xinglonggang (kinesiska: 兴隆岗, 兴隆岗镇) är en köping i Kina. Den ligger i provinsen Heilongjiang, i den nordöstra delen av landet, omkring 470 kilometer öster om provinshuvudstaden Harbin. Antalet invånare är 11 959. Befolkningen består av 5 871 kvinnor och 6 088 män. Barn under 15 år utgör 17,0 %, vuxna 15-64 år 76 %, och äldre över 65 år 5,0 %.
Genomsnittlig årsnederbörd är 868 millimeter. Den regnigaste månaden är juli, med i genomsnitt 182 mm nederbörd, och den torraste är januari, med 10 mm nederbörd.